# دو برکه
دو برکه مربوط به سده‌های میانه دوران‌های تاریخی پس از اسلام است و در شهرستان استهبان، بخش مرکزی، دهستان ایج، گردنه ایج، کیلومتری ۱۲ جاده خاکی منطقه اشبه، دامنه کوه آدم واقع شده و این اثر در تاریخ ۱۵ دی ۱۳۸۷ با شمارهٔ ثبت ۲۴۲۱۹ به‌عنوان یکی از آثار ملی ایران به ثبت رسیده است.